# ブリギッタ (小惑星)
ブリギッタ (450 Brigitta) は小惑星帯に位置する小惑星。エオス族に属する。1899年10月10日、マックス・ヴォルフとアルノルト・シュヴァスマンがハイデルベルクで発見した。名前の由来については不明。